# Stazione di Isola della Scala
La stazione di Isola della Scala è la stazione ferroviaria dell'omonimo comune ubicata sulle linee ferroviarie Bologna–Verona e Verona–Rovigo.
La gestione degli impianti è affidata a Rete Ferroviaria Italiana (RFI) controllata del gruppo Ferrovie dello Stato.

## Storia
L'attuale stazione è stata aperta il 31 maggio 1914 a seguito della contemporanea apertura del tronco da Nogara della linea Bologna–Verona e della variante di tracciato che permetteva alla Verona–Rovigo di poter utilizzare il nuovo impianto. Essa sostituiva la precedente omonima fermata che era posta a nord-est del centro abitato lungo la Verona – Legnago sul tratto che fu conseguentemente dismesso.
Il 1º febbraio 1924, con il completamento della Bologna–Verona, fu unita alla stazione di Verona Porta Nuova tramite il nuovo tracciato passante per il Bivio Santa Lucia.
Con la chiusura del tronco per Dossobuono, avvenuta nel 1986, la stazione è divenuta capotronco della linea per Legnago.
Alla fine degli anni novanta, durante i lavori per il raddoppio della linea ferroviaria, la stazione è stata coinvolta in una profonda opera di rinnovo. A seguito dell'apertura del raddoppio (2002), è stato eliminato il primo binario, tuttavia non si è provveduto a cambiare il numero dei binari, per cui la numerazione va dal numero 2 al 5.

## Struttura ed impianti
Il fabbricato viaggiatori si sviluppa su due livelli: il primo piano è una abitazione privata.
Accanto al fabbricato viaggiatori è presente un piccolo fabbricato ad un solo piano che ospita la cabina elettrica.
Il piazzale si compone di quattro binari tutti serviti da banchina e collegati fra loro da un sottopassaggio. Un sistema di ascensori è previsto per rendere la stazione accessibile ai disabili.
Ad oggi (2010) sono ancora visibili i resti del magazzino merci ormai non più utilizzato: era una struttura in mattoni ad un solo piano.

## Servizi
La stazione offre i seguenti servizi:
- Fermata autobus
- Sottopassaggio
- Parcheggio bici.
- Bar.
- Edicola.
- Servizi igienici
- Sala di attesa.
- Ascensori.
- Stazione accessibile ai disabili.

## Movimento

### Passeggeri
Il servizio viaggiatori è esclusivamente di tipo regionale ed è svolto da Trenitalia. Sulla direttrice Verona–Legnago, fino al 31 agosto 2024 il gestore del servizio era Sistemi Territoriali.
I treni che effettuano servizio presso questa stazione sono circa sessantotto. Le loro principali destinazioni sono: Bologna Centrale, Rovigo, Verona Porta Nuova e Poggio Rusco. Durante le fasce di punta sono disponibili alcuni servizi per Brennero e Bolzano.